# 醫和
醫和（？—？），中國春秋戰國時期秦國的著名醫家。其姓不可考，名和，因其職，人稱醫和。
其主要生平不可考，描述醫和的文獻詳見於《左傳》、《國語》和《通志》三書。以天人一體，陰陽相生相蕩的理論論述疾病，開創了中醫理論。他提出的陰、陽、風、雨、晦、明失和治病說，成為後世風、寒、暑、濕、燥、火六氣病因說的濫觴。

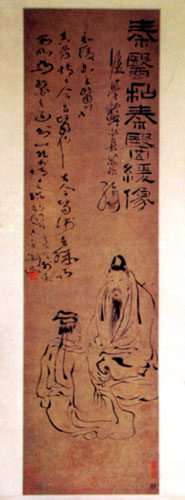
醫和和醫緩圖

## 生平
周景王四年（前541年），晉平公有疾，秦景公派遣醫和侯診，醫和指出其病不是由於鬼神作祟，而是由於沉溺女色所致，繼而提出了著名的天氣治療論，從理論上否定了巫術鬼神致病觀。他並向晉平公預言，晉平公一旦薨去，輔佐他的良臣將繼死去，晉國亦有難。就是現在他不死，也會失去諸侯們的擁戴。
趙文子不滿醫和言論，表示輔佐晉平公已經八年，晉國一向太平無事，霸政依舊，質疑醫和胡說八道。醫和回應指趙文子不能使其國君不沉溺女色，置國君生出這些病來，反以自己的政績為榮。八年的太平已經長了，怎麼能保住國家長治久安呢？醫和並向趙文子仔細解釋了蠱病之由，皆是沉溺女色所致。趙文子有感醫和之能，讚為良醫，並以厚禮送贈。
《通志》一書中，表示「和」和「緩」同音，認為醫和與同一時期的另一名醫醫緩為同一人。但兩人出現的年代相差四十多年，故此可能性比較低。